# Аясэ (станция)

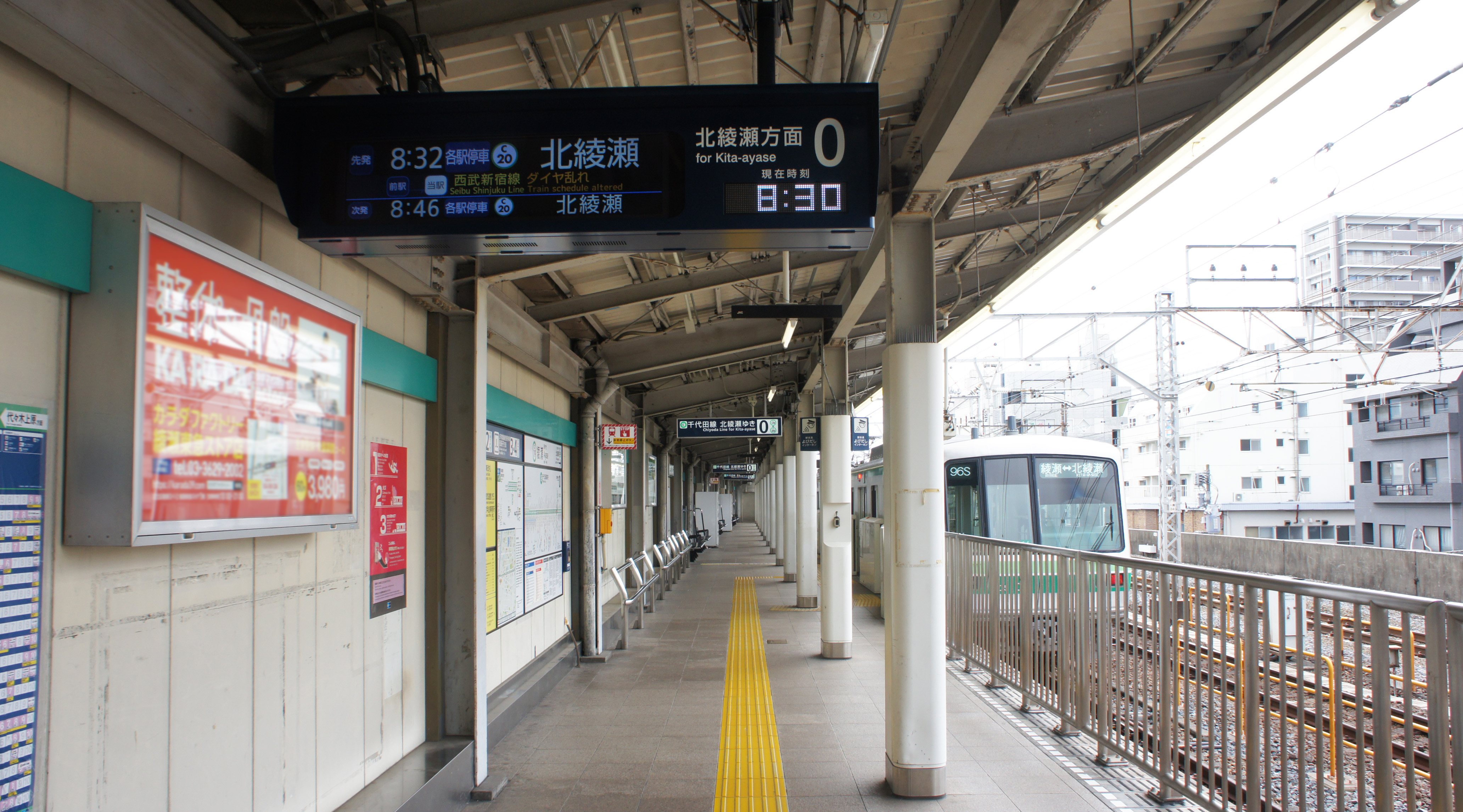
Платформа №0 линии Тиёда.

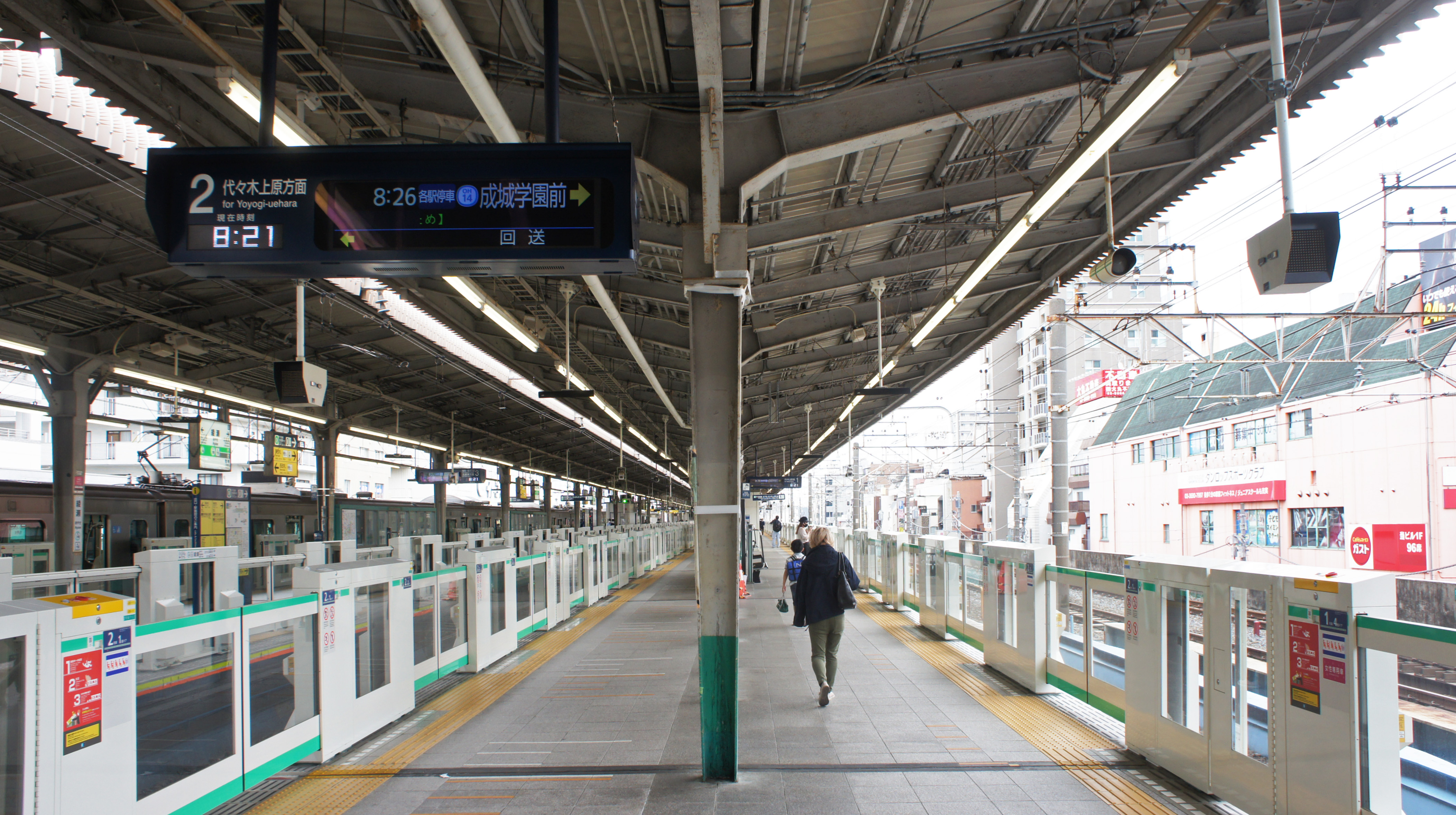
Платформы линий Тиёда и Дзёбан.

Станция Аясэ (яп. 綾瀬駅 аясэ эки) — железнодорожная станция на линиях Тиёда и Дзёбан, расположенная в специальном районе Адати, Токио. Станция была открыта 1 апреля 1943 года. Линия Тиёда начала ходить до данной станции 20 апреля 1971 года. 20 декабря 1979 года открылась ветка Кита-Аясэ. На станции установлены автоматические платформенные ворота.

## Линии
- East Japan Railway Company
  - Линия Дзёбан
- Tokyo Metro
  - Линия Тиёда

## Планировка станции
4 пути, одна платформа бокового типа и 2 платформы островного типа.
| 0    | ○Линия Тиёда (Ветка Кита-Аясэ) | Кита-Аясэ                                   |
| 1・2 | ○Линия Тиёда                   | Кита-Сэндзю・Отэмати・Ёёги-Уэхара・Каракида |
| 2・3 | ○Линия Тиёда ■Линия Дзёбан     | (Конечная ・ сквозное обслуживание)         |
| 3・4 | ■Линия Дзёбан                  | Мацудо・Абико・Торидэ                       |

## Близлежащие станции
| «                |  | Линия                         |  | »                        |
| ---------------- |  | ----------------------------- |  | ------------------------ |
| Кита-Сэндзю      |  | Линия Тиёда                   |  | (Линия Дзёбан (Местная)) |
| Линия Тиёда      |  | Линия Дзёбан (Местная)        |  | Камэари                  |
| Конечная станция |  | Линия Тиёда (Ветка Кита-Аясэ) |  | Кита-Аясэ                |